# 姚樹聲
姚樹聲(1927年－)，香港企業家，前香港“钢材大王”。现为香港万顺昌集团有限公司名誉主席。

## 简历
1927年生于上海，祖籍浙江慈溪县（今属宁波市）。1961年，创办萬順昌集團，在香港经营各种钢材进出口。当时为香港第一个钢筋进口商。历任万顺昌经理、执行董事、主席，2002年8月辞任董事，现为荣誉主席。1994年2月，推行企业在香港交易所上市。曾任香港鋼筋進口及存銷商總會主席。子姚祖辉，女姚洁莉均为香港工业家。

## 纪念
- 今香港浅水湾拯溺纪念碑[6]